# باب شمس
باب شمس أو بوابة شمس هي أحد البوابات الأثرية في مدينة الموصل بمحافظة نينوى شمال العراق.

## نبذة
تعد بوابة شمس واحدة من البوابات الأربع لمدينة نينوى الأثرية، وهي أبرز ما تبقى من سورها الأثري ، وتشير الوثائق التاريخية إلى أن البوابة من أبرز الآثار المتبقية من سُوَر الأشوريين الذي أنشئ سنة 1080 قبل الميلاد لحماية حدود الإمبراطورية الآشورية .